# David II de Escocia
David II (5 de marzo de 1324 - 22 de febrero de 1371). Rey de Escocia (1329 - 1371). Hijo de Roberto I y de su segunda esposa, Isabel de Burgh.

## Biografía
Nació el 5 de marzo de 1324, en la Abadía de Dunfermline. Sucedió a su padre el 7 de junio de 1329, teniendo cinco años.  Pese al tratado con Inglaterra de 1328, su reino fue invadido por Eduardo III y David tuvo que exiliarse en Francia tras su derrota en la batalla de Halidon Hill en julio de 1333. La lucha contra los ingleses quedó bajo el mando del joven sobrino de David, Roberto Estuardo.
El vencedor impuso en el trono a Eduardo de Balliol (hijo de Juan de Balliol), con el nombre de Eduardo I. En 1341 las fuerzas de David habían recuperado el reino, y el rey regresó desde Francia. Aliado con Felipe VI de Francia, David II lanzó un ataque contra Inglaterra, pero fue derrotado nuevamente por Eduardo III en la Batalla de Neville's Cross, el 17 de octubre de 1346. David fue capturado y permaneció prisionero en Inglaterra hasta 1357. En ese lapso Escocia volvió  a quedarse bajo la regencia de su sobrino Roberto Estuardo.
En 1363 enfrentó la rebelión de Guillermo Douglas, I conde de Douglas, apoyado por Estuardo. David atacó a los rebeldes en Inverkeithing y obtuvo la victoria. Su régimen era fuerte y parecía seguro, pero la falta de hijos reales, después de dos matrimonios, hizo daño a la monarquía. Para cancelar el rescate por su liberación de prisión inglesa, David intentó que el rey Eduardo III de Inglaterra fuera reconocido como heredero al trono escocés, reemplazando a su sobrino Estuardo, pero no pudo superar la oposición de la nobleza. 
El rey David II murió de repente, el 22 de febrero de 1371 en el Castillo de Edimburgo. Fue el último monarca de la Casa de Bruce.

## Matrimonios
Casado (1328) con Juana de la Torre, hermana de Eduardo III, no tuvo descendencia. Se casó de nuevo (1364) con Margarita Drummond, también sin sucesión. En 1369 David y Margarita se divorciaron, pero el rey no logró su matrimonio deseado con Agnes Dunbar, hermana del conde de March, antes de su muerte. Por esta razón, al morir, se proclamó heredero a su sobrino Roberto Estuardo, dando comienzo al reinado de la dinastía de los Estuardo. 

## Sucesión
| Predecesor: Roberto I | Rey de Escocia 1329 - 1371 | Sucesor: Roberto II |